# Campeonato San Gregorio de Polanco 2010
El Campeonato San Gregorio de Polanco 2010 fue organizado por la Liga de Fútbol de San Gregorio de Polanco y correspondió a la temporada 2010 del fútbol polanqueño.
El torneo empezó a disputarse el domingo 7 de octubre de 2010. El Torneo Apertura llevó el nombre de “Gran Circuito C.O.R.I.”, mientras que el Torneo Clausura se llamó “1º Municipio de San Gregorio de Polanco”.

Wanderers se consagró campeón de San Gregorio de Polanco por 18.ª vez desde que hay registros (1976) y por 4.ª vez consecutiva, logrando de esta manera el primer tetra-campeonato del fútbol de la Península Dorada. El bohemio se quedó con Torneo Apertura y Torneo Clausura tras vencer en la última fecha en ambos torneos a Cerro, por este motivo el decano del fútbol polanqueño se consagró automáticamente Campeón 2010 sin tener que jugar finales.

## Sistema de disputa
La primera división del fútbol de San Gregorio de Polanco se jugó con formato de Torneo Apertura y Torneo Clausura, en cada torneo corto se disputa una rueda a sistema de todos contra todos, resultando clasificado para las finales el campeón de cada torneo. En caso de que al jugarse las 5 fechas que componen cada torneo y dos equipos terminen en igualdad de puntos se disputará una final para definir al campeón. Los campeones de los torneos Apertura y Clausura disputarán las finales al mejor de tres partidos por puntos, para definir al campeón Polanqueño 2010. Si un mismo equipo consigue quedarse con ambos campeonatos se consagrará directamente como campeón y clasificará de forma automática a la Copa El País 2011.

## Desarrollo

### Torneo Apertura “Gran Circuito C.O.R.I.”
El Apertura consta de una ronda de todos contra todos que se disputa a partir del 17 de octubre hasta el 14 de noviembre. El ganador del mismo se clasificará para disputar la final por el campeonato polanqueño contra el equipo que resulte ganador del Torneo Clausura.

#### Posiciones
| Equipo      | Pts | PJ | PG | PE | PP | GF | GC | DG |
| ----------- | --- | -- | -- | -- | -- | -- | -- | -- |
| Wanderers   | 8   | 4  | 2  | 2  | 0  | 8  | 1  | 7  |
| Cerro       | 6   | 4  | 1  | 3  | 0  | 6  | 4  | 2  |
| Peñarol     | 5   | 4  | 1  | 2  | 1  | 5  | 7  | -2 |
| Nacional    | 3   | 4  | 0  | 3  | 1  | 3  | 5  | -2 |
| Estudiantes | 2   | 4  | 0  | 2  | 2  | 3  | 8  | -5 |

| Fecha           | Lugar                   | Local       | Resultado | Visitante   |
| --------------- | ----------------------- | ----------- | --------- | ----------- |
| 17 de octubre   | San Gregorio de Polanco | Wanderers   | 4 - 0     | Peñarol     |
| 17 de octubre   | San Gregorio de Polanco | Cerro       | 1 – 1     | Estudiantes |
| 24 de octubre   | San Gregorio de Polanco | Peñarol     | 2 – 0     | Estudiantes |
| 24 de octubre   | San Gregorio de Polanco | Cerro       | 2 – 0     | Nacional    |
| 31 de octubre   | San Gregorio de Polanco | Wanderers   | 0 – 0     | Nacional    |
| 31 de octubre   | San Gregorio de Polanco | Cerro       | 2 – 2     | Peñarol     |
| 7 de noviembre  | San Gregorio de Polanco | Peñarol     | 1 – 1     | Nacional    |
| 7 de noviembre  | San Gregorio de Polanco | Wanderers   | 3 – 0     | Estudiantes |
| 14 de noviembre | San Gregorio de Polanco | Estudiantes | 2 – 2     | Nacional    |
| 14 de noviembre | San Gregorio de Polanco | Cerro       | 1 – 1     | Wanderers   |

### Torneo Clausura “1º Municipio de San Gregorio de Polanco”
El Clausura consta de una ronda de todos contra todos que se disputa a partir del 21 de noviembre de 2010 hasta el 23 de enero de 2011. El ganador del mismo se clasificará para disputar la final por campeonato polanqueño contra Wanderers (equipo ganador del Torneo Apertura).

#### Posiciones
| Equipo      | Pts | PJ | PG | PE | PP | GF | GC | DG  |
| ----------- | --- | -- | -- | -- | -- | -- | -- | --- |
| Wanderers   | 12  | 4  | 4  | 0  | 0  | 17 | 6  | 11  |
| Cerro       | 9   | 4  | 3  | 0  | 1  | 19 | 7  | 12  |
| Nacional    | 6   | 4  | 2  | 0  | 2  | 17 | 14 | 3   |
| Peñarol     | 3   | 4  | 1  | 0  | 3  | 7  | 18 | -11 |
| Estudiantes | 0   | 4  | 0  | 0  | 4  | 5  | 20 | -15 |

| Fecha               | Lugar                   | Local     | Resultado | Visitante   |
| ------------------- | ----------------------- | --------- | --------- | ----------- |
| 21 de noviembre     | San Gregorio de Polanco | Cerro     | 7 – 2     | Estudiantes |
| 21 de noviembre     | San Gregorio de Polanco | Wanderers | 3 – 1     | Peñarol     |
| 28 de noviembre     | San Gregorio de Polanco | Peñarol   | 2 – 0     | Estudiantes |
| 28 de noviembre     | San Gregorio de Polanco | Cerro     | 3 – 2     | Nacional    |
| 5 de diciembre      | San Gregorio de Polanco | Wanderers | 6 – 2     | Nacional    |
| 5 de diciembre      | San Gregorio de Polanco | Cerro     | 8 – 0     | Peñarol     |
| 15 de enero de 2011 | San Gregorio de Polanco | Nacional  | 7 – 4     | Peñarol     |
| 15 de enero de 2011 | San Gregorio de Polanco | Wanderers | 5 – 2     | Estudiantes |
| 23 de enero de 2011 | San Gregorio de Polanco | Nacional  | 6 – 1     | Estudiantes |
| 23 de enero de 2011 | San Gregorio de Polanco | Wanderers | 3 – 1     | Cerro       |

## Último Partido de Torneo Clausura
| 23 de enero de 2011 | Wanderers                                                           | 3:1 (1:0) | Cerro                | 16 de noviembre, San Gregorio de Polanco |  |
|                     | Sebastián Carracedo 6' · Rodolfo Villagra 56' · Miguel Villagra 75' |           | Ricardo Gaggioni 74' |                                          |  |

### Goleadores
| Jugador          | Equipo      | Goles |
| ---------------- | ----------- | ----- |
| Nicolás Martínez | Nacional    | 7     |
| Milton Pérez     | Cerro       | 5     |
| Rodolfo Villagra | Wanderers   | 5     |
| Santiago Silvera | Cerro       | 4     |
| Miguel Villagra  | Wanderers   | 4     |
| Darío Hornos     | Estudiantes | 3     |
| Paúl Ramírez     | Nacional    | 3     |
| Martín Vázquez   | Peñarol     | 3     |
| Manuel Pusillo   | Wanderers   | 3     |

| Campeón Wanderers |
| 18º título        |
| Tetra-Campeón     |

## Estadísticas
| Equipo | Equipo      | Pts | PJ | PG | PE | PP | GF | GC | Dif | Rend  |
| ------ | ----------- | --- | -- | -- | -- | -- | -- | -- | --- | ----- |
| 1      | Wanderers   | 20  | 8  | 6  | 2  | 0  | 25 | 7  | 18  | 83,3% |
| 2      | Cerro       | 15  | 8  | 4  | 3  | 1  | 25 | 11 | 14  | 62,5% |
| 3      | Nacional    | 9   | 8  | 2  | 3  | 3  | 20 | 19 | 1   | 37,5% |
| 4      | Peñarol     | 8   | 8  | 2  | 2  | 4  | 12 | 25 | -13 | 33,3% |
| 5      | Estudiantes | 2   | 8  | 0  | 2  | 6  | 8  | 28 | -20 | 8,3%  |